# Energiecentrales bij Narva
De energiecentrales bij Narva zijn gelegen nabij de stad Narva en vormen samen de grootste bron van energievoorziening in Estland. Ongeveer 99% van de engergie in Estland komt uit fossiele brandstof, waarvan grotendeels uit deze centrales.

## Estlandse energiecentrale
De Estlandse energiecentrale (Estisch: Eesti Elektrijaam) is gelegen op ongeveer 20 km ten westzuidwesten van Narva. Het werd gebouwd tussen 1963 en 1973. De energiecentrale heeft twee schoorstenen van 250 meter en zijn daardoor de hoogste in Estland.

## Oostzee-energiecentrale
De Oostzee-energiecentrale (Estisch: Balti Elektrijaam) werd gebouwd tussen 1959 en 1965. Zij ligt op 5 kilometer ten zuidwesten van Narva. De energiecentrale is de enige leverancier van thermische energie voor de stadsverwarming van Narva en heeft vier schoorstenen van ongeveer 150 meter hoog.

## Schalie-olie
Beide centrales gebruiken olieschalie als brandstof. Het vervuilde water van schalie-olie wordt opgeslagen in lagunes. Bij de Oostzee-energiecentrale liggen twee opslagruimtes.

## Waterkrachtcentrale
Vlak aan de grens in de rivier de Narva ligt bij Ivangorod, op Russisch grondgebied, de waterkrachtcentrale Narva Power Plant (Russisch: Нарвская гидроэлектростанция; Estisch: Narva hüdroelektrijaam). Deze centrale levert energie aan de Russische stad Sint-Petersburg.

## Windmolenpark
In 2012 werd een windmolenpark met een vermogen van 39 MW gebouwd naast de Oostzee-energiecentrale. Het windpark bestaat uit 17 windturbines van elk 2,3 MW, een ashoogte van 107 meter en een rotordiameter van 82 meter.